# La Chapèla del Fraisse
Lacapelle-del-Fraisse és un municipi francès situat al departament de Cantal i a la regió d'Alvèrnia-Roine-Alps. L'any 2007 tenia 287 habitants.

## Demografia

### Població
El 2007 la població de fet de Lacapelle-del-Fraisse era de 287 persones. Hi havia 124 famílies de les quals 34 eren unipersonals (19 homes vivint sols i 15 dones vivint soles), 49 parelles sense fills i 41 parelles amb fills.
La població ha evolucionat segons el següent gràfic:
Habitants censats

### Habitatges
El 2007 hi havia 168 habitatges, 124 eren l'habitatge principal de la família, 28 eren segones residències i 16 estaven desocupats. 161 eren cases i 7 eren apartaments. Dels 124 habitatges principals, 107 estaven ocupats pels seus propietaris, 15 estaven llogats i ocupats pels llogaters i 2 estaven cedits a títol gratuït; 1 tenia una cambra, 5 en tenien dues, 18 en tenien tres, 38 en tenien quatre i 62 en tenien cinc o més. 98 habitatges disposaven pel capbaix d'una plaça de pàrquing. A 70 habitatges hi havia un automòbil i a 49 n'hi havia dos o més.

### Piràmide de població
La piràmide de població per edats i sexe el 2009 era:
| Homes | Edats   | Dones |
| ----- | ------- | ----- |
| 0     | 95 o +  | 4     |
| 0     | 90 a 94 | 0     |
| 8     | 85 a 89 | 0     |
| 0     | 80 a 84 | 4     |
| 4     | 75 a 79 | 20    |
| 8     | 70 a 74 | 4     |
| 8     | 65 a 69 | 8     |
| 12    | 60 a 64 | 4     |
| 12    | 55 a 59 | 4     |
| 0     | 50 a 54 | 8     |
| 8     | 45 a 49 | 0     |
| 16    | 40 a 44 | 12    |
| 12    | 35 a 39 | 8     |
| 16    | 30 a 34 | 4     |
| 0     | 25 a 29 | 8     |
| 0     | 20 a 24 | 4     |
| 4     | 15 a 19 | 4     |
| 8     | 10 a 14 | 8     |
| 4     | 5 a 9   | 8     |
| 16    | 0 a 4   | 0     |

## Economia
El 2007 la població en edat de treballar era de 166 persones, 122 eren actives i 44 eren inactives. De les 122 persones actives 116 estaven ocupades (66 homes i 50 dones) i 7 estaven aturades (2 homes i 5 dones). De les 44 persones inactives 22 estaven jubilades, 10 estaven estudiant i 12 estaven classificades com a «altres inactius».

### Ingressos
El 2009 a Lacapelle-del-Fraisse hi havia 126 unitats fiscals que integraven 300 persones, la mediana anual d'ingressos fiscals per persona era de 14.435 €.

### Activitats econòmiques
Dels 15 establiments que hi havia el 2007, 5 eren d'empreses de construcció, 2 d'empreses de comerç i reparació d'automòbils, 1 d'una empresa de transport, 3 d'empreses d'hostatgeria i restauració, 1 d'una empresa financera i 3 d'empreses de serveis.
Dels 6 establiments de servei als particulars que hi havia el 2009, 1 era un paleta, 3 guixaires pintors, 1 fusteria i 1 restaurant.
L'any 2000 a Lacapelle-del-Fraisse hi havia 20 explotacions agrícoles que ocupaven un total de 1.105 hectàrees.

## Equipaments sanitaris i escolars
El 2009 hi havia una escola elemental.

## Poblacions més properes
El següent diagrama mostra les poblacions més properes.